# Brixen
Brixen (italsky Bressanone, v ladinském jazyku Persenon nebo též Porsenù, latinsky Brixino (-onis, m.) nebo Brixina (-ae, f.), dříve Pressena nebo Prixina, německy Brixen) je s počtem přes 20 000 obyvatel třetím největším městem italské autonomní provincie Bolzano (Alto Adige). Pro více než ⅔ obyvatel města je mateřským jazykem němčina. Město Brixen je historické, umělecké, kulturní, ekonomické, společenské a administrativní centrum okresu Valle Isarco. V českém prostředí je Brixen znám zejména jako místo vyhnanství Karla Havlíčka Borovského v letech 1851–1855.

## Historie

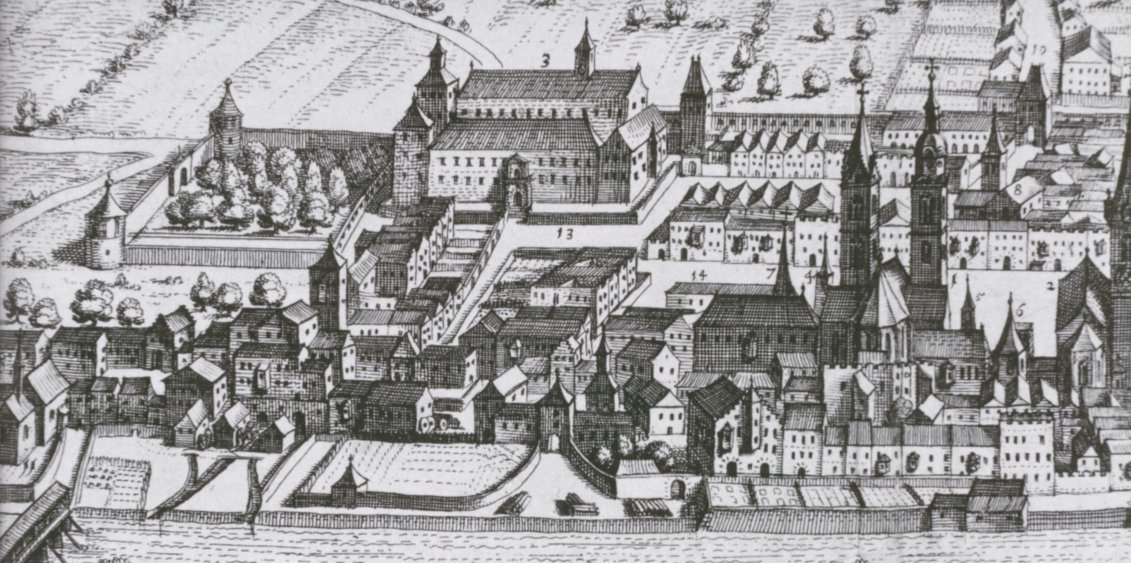
Brixen na vedutě Matthiase Meriana (1649)

Území bylo osídleno již od pravěku, z mladšího paleolitu pocházejí archeologické nálezy, vystavené v muzeu. tato lokalita byl v roce 67 n. l. 

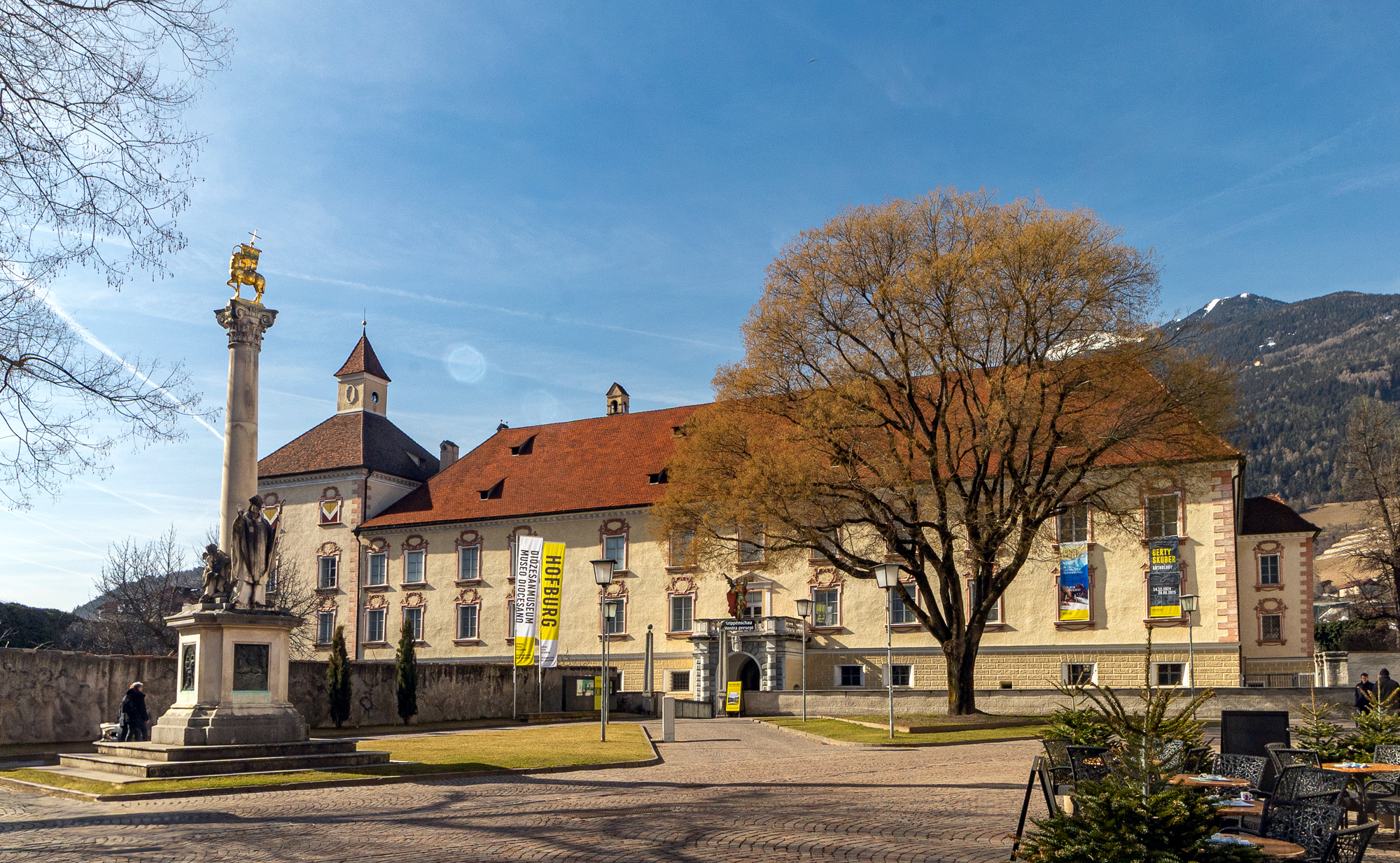
Biskupský palác v Brixenu

obsazena Římany, kteří byli v době stěhování národů vytlačeni Bavory. Zmínky o městě lze nalézt ve starověkém dokumentu z roku 590, kdy bylo území připojeno k Bavorskému vévodství.
Germánská osada se postupně rozrostla na město Brixen, jehož založení bylo v roce 901 potvrzeno udělením práv darovací listinou Ludvíka IV. Dítěte (posledního krále dynastie Karlovců), který město daroval biskupu Zachariášovi ze Säbenu. Název města se během první poloviny 10. století vyvinul ze starohornoněmeckého Prihsna na Prixina (935–955) a Bricsina (952). V letech 960 až 990 prošlo město intenzivním stavebním rozvojem církevních budov, včetně první stavby  současné katedrály Nanebevzetí Panny Marie. Rozvoj byl natolik výrazný, že se v roce 965 biskupové ze Sabiony rozhodli přestěhovat do Brixenu. Od tohoto data se Brixen stal duchovním centrem rozsáhlé diecéze.
Až do roku 1803 zůstalo město pod knížecí správou římskokatolické církve. Společně s Bolzanem je nejstarším městem celého Tyrolska.
Po staletí byl Brixen daleko za zemskými hranicemi v jižním Tyrolsku sídlem vlivných knížecích biskupů. Významnými činiteli byli ve středověku biskupové: Poppo byl po svém působení roku 1048 dokonce zvolen papežem a krátce vládl pod jménem Damasus II. Mikuláš Kusánský (1450–1464) a Georg Golser (1464–1488). Po skončení první světové války a rozbití rakouské monarchie a v roce 1918 připojila Brixen ke svému území Itálie. Národnostní rozdíly mezi obyvateli přetrvávaly po celé 20. století, například roku 1950 se zde konaly protiitalské demonstrace

### Současnost
Brixen je se svými 12 chrámy nadále křesťanským duchovním střediskem, římskokatolická církev má společné biskupské kompetence s Bolzanem (diecéze bolzanskoo-brixenská, italsky Diocesi Bolzano-Bressanone, v ladinském nářečí Diozesa Bulsan-Persenon). V roce 2001 oslavil Brixen jubileum 1100 let od založení. V roce 2018 Brixen obdržel ocenění pod názvem Alpské město 2018, jehož předání se účastnili také čeští politici.

## Přírodní poměry
Město se rozkládá na dně údolí v nadmořské výšce kolem 560 metrů, na soutoku řek Rienza (něm. Rienz) a Isarco (něm. Eisack), ze severu je obklopené Sarntalskými Alpami. Směrem na východ se tyčí Plose s horou Monte Telegrafo (něm. Plosegipfel) a vrcholem v nadmořské výšce 2504 m n. m. Na západní straně tvoří horské panoráma Cima Cane (něm. Hundkopf) a Monte Pascolo (něm. Königsangerspitze) s vrcholem 2439 m n. m..
Brixen se nachází asi 40 km severně od hlavního města provincie Bolzana, asi 45 km jižně od Brennerského průsmyku (it. Passo del Brennero), což je od roku 1919 italsko-rakouská hranice, a 35 km západně od města Brunico/Bruneck (v údolí Val Pusteria).

## Obyvatelstvo

### Vývoj počtu obyvatel
- Okres: Valle Isarco/Eisacktal
- Obyvatelstvo:
  - 72 % němčina
  - 27 % italština
  - 1 % ladinský jazyk

## Městská správa a politika

### Části města

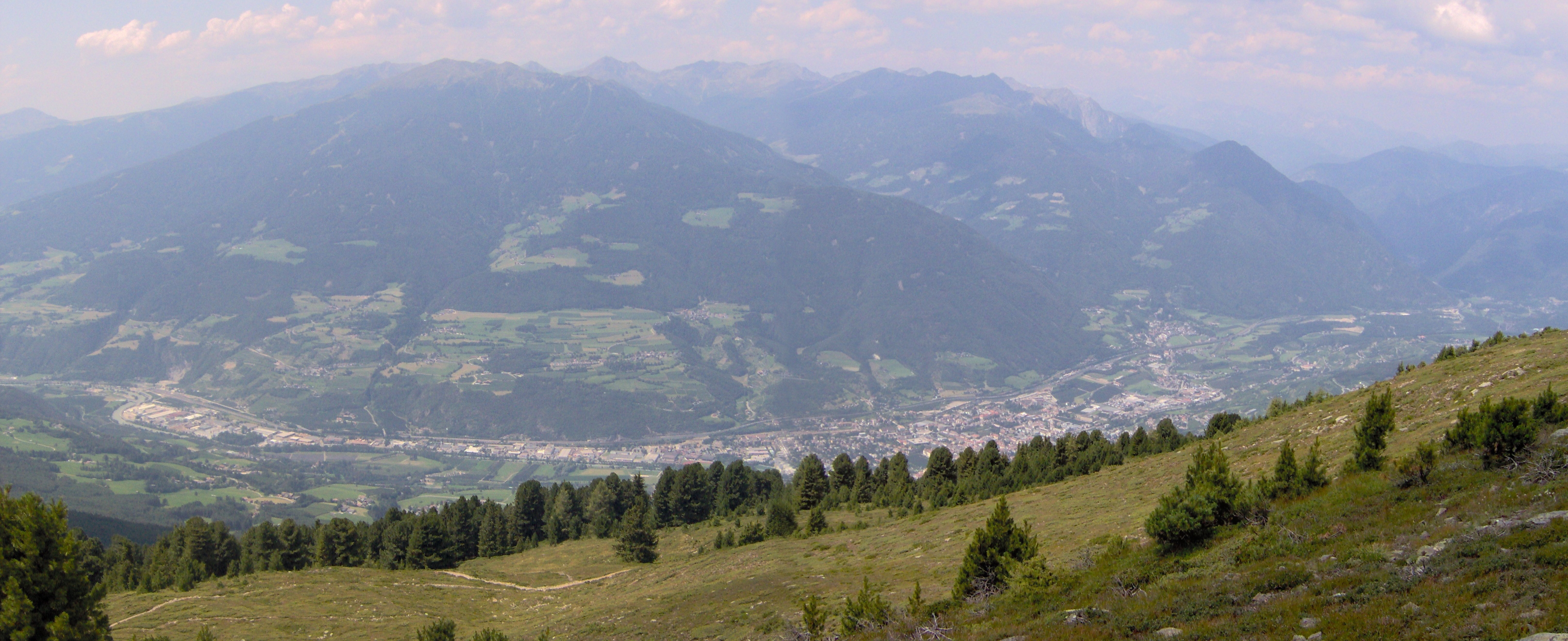
Panorama alpského údolí s Brixenem

#### Milland
V části Milland se nachází farní kostel sv. Josefa Freinademetze a starý farní kostel Panny Marie v písku. Milland leží jihovýchodně od centra. První zmínky o něm jsou z roku 893, patřil ke staré faře sv. Ondřeje (St. Andrä). Kolem roku 1300 byl postaven první kostel „Naší nejdražší paní“ v Millandu. Albert z Plače si v něm v roce 1341 objednal denní mše a s nimi byl zřízen i kaplanský úřad. Ve 2. polovině 15. století byl kostel Naší nejdražší paní na písku nově vystavěn a v roce 1464 dokončen. Za časů moru, v roce 1640 se stal oblíbeným poutním kostelem a vzniklo lidové rčení: „Marie na písku je nejsilnější v celém kraji.“ V průběhu 17. století byl gotický kostel Matky Boží v Millandu, jako mnoho dalších kostelů uvnitř barokizován a vybaven velkolepým oltářem, sochami a malbami. Roku 1788 se Milland od farnosti sv. Ondřeje oddělil a osamostatnil. V roce 1800 měla osada 200 obyvatel. Roku 1891 byla povýšena na farnost. Okolo roku 1900 měl Milland asi 500 obyvatel, a při vypuknutí druhé světové války už to bylo 800 lidí. Po válce začal velmi čilý stavební ruch. Během dvou desítek let vzrostl počet obyvatel na téměř 5000. To vedlo k nutnosti výstavby farního centra s novým farním kostelem. Moderní stavba architekta Othmara Treffera z Bruneku má tvar stanu, byla 19. října 1985 vysvěcena diecézním biskupem Josephem Gargitterem a zasvěcena misionáři v Číně, páteru Josefu Freinademetzovi.

#### Staré město
V historickém centru se nachází brixenská katedrála a k ní přiléhající ambit (křížová chodba) se dvěma menšími svatyněmi, dále biskupský hrad s palácem (někdejší sídlo říšských biskupů), kněžský seminář, dvě uličky se středověkými domy s podloubími, mateřinec brixenských terciářek, klášter klarisek, kapucínský klášter a farní kostel archanděla Michaela se hřbitovem.

#### Stufels
Stufels je původním sídelním centrem Brixenu, nachází se východně od řeky Isarca a je od Biskupského náměstí vzdálen cca 5 minut chůze. Systematické archeologické průzkumy zde doložily nástroje a nádoby z mladší doby kamenné. Středověká centrum tvoří architektonicky cenné a památkově chráněné domy.

#### Zinggen-Rosslauf
Severně od Starého města mezi řekou Isarkem a nemocnicí se nachází Rosslauf, jenž se v posledních letech značně rozrostl. Zde se nachází jediné výškové obytné bloky (s více než 10 patry) ve městě. Počet obyvatel činí asi 5 000. Hora Plose je odtud turisty hojně navštěvovaná.

### Znak a vlajka
Ve znaku města je od roku 1267 stojící bílý Beránek boží, držící na žerdi bílé vexillum s červeným křížem, na červeném pozadí. Stejně jako vlajka města je náboženským a historickým symbolem Brixenského biskupského knížectví.
Bílozelený prapor mužstva házenkářů má navíc žlutý pruh (symbolizující církev) na bíločervené vlajce tyrolské.

## Hospodářství
Jižně od města se nachází průmyslová zóna Brixenu, v níž sídlí různé závody pro výrobu stavebních materiálů. Mezi dalšími podniky jmenujme např. lisovny hliníku a Durst AG, jejíž výrobky z oblasti fototechniky jdou ve světě dobře na odbyt.
V Hlavní ulici na severu města se nachází první tiskárna a její dřívější právní sídlo Athesie (od roku 2004 v Bolzanu). Její předchůdkyni bylo nakladatelství Tyrolia. Nejstarším vydavatelstvím mohla být firma A. Weger (dříve Fürstbischöfliche Hofbuchdruckerei - Knížebiskupská dvorní tiskárna) na Starém městě. Brixenský mléčný dvůr (Brimi) se nalézá pár metrů přes Brixenskou obecní hranici průmyslové zóny Vahrnu.
1 908 pracovišť města (včetně NPO) zaměstnávalo k 22. říjnu 2001 10 453 osob. 1 podnik zaměstnává přes 250 zaměstnanců, 11 dalších přes 100. Brixen je tudíž po Bolzanu počtem pracovních míst druhým největším hospodářským sídlem Jižního Tyrolska. Ovšem podle počtu zaměstnaných byl v roce 2001 až třetím, neboť v Brunicu bylo ke stejnému datu zaměstnáno o 239 lidí více.

## Doprava
Městem vede Brennerská dálnice A22 (Autostrada del Brennero), s výjezdem 5 km dále na sever (Bressanone Val Pusteria/Brixen-Pustertal) a dalším 8 km dále na jih (Chiusa/Klausen). V železniční stanici zastavují všechny vlakové spoje.

## Společnost

### Školství
Brixen je sídlem římskokatolické diecéze oblasti Bolzano-Brixen a nejvýznamnějším městem isarského údolí. Je též externím sídlem Svobodné univerzity Bolzano Libera Università di Bolzano (LUB) s věhlasnou fakultou nauk výtvarných umění.

### Sport
Obzvláště oblíbené jsou brixenský bazén Aquarena a lyžařské centrum Plose. Brixenský Sportovní svaz (SSV Brixen) je úspěšný zejména v házené, gymnastice a plavání. FC Südtirol-Alto Adige (jediný profesionální fotbalový klub Jižního Tyrolska) má od svého založení sídlo v Brixenu, ale hraje v Bolzanu, kam také chce své působiště přesunout (stav k roku 2005)

## Pamětihodnosti
- Katedrála Nanebevzetí Panny Marie – první chrámová stavba na tomto místě pocházela z 10. století, katedrální půdorys měla teprve stavba románská, nynější dóm je výsledkem barokní přestavby z 1. poloviny 18. století, vyniká rokokovými freskami na klenbě, od Paula Trogera
  - Kostel Panny Marie v křížové chodbě u katedrály – trojlodní gotická stavba s barokním vybavením
  - Kaple sv. Jana v křížové chodbě u katedrály - cenné pozdně románské a gotické nástěnné malby
- Kapucínský klášter s kostelem svaté Kateřiny
- Bývalý podvojný klášter klarisek a minoritů s kostelem svaté Alžběty
- Biskupský palác – původně hrad, v letech 1265–1803 opevněné sídlo brixenských biskupů; stavba na gotickém hranolovém půdorysu prošla několika přestavbami, jádrem stavebního komplexu je biskupský palác: má renesanční arkádové křídlo nádvoří a barokní interiéry, je sídlem Diecézního muzea
- Farní kostel archanděla Michaela se starým farním hřbitovem
- Budova kněžského semináře, který byl založen roku 1607 jako filozoficko-teologická vysoká škola, nejstarší univerzita v Tyrolském hrabství
- Bílá věž (La Torre bianca) – 78 metrů vysoká věž farního kostela, sídlo regionálního muzea
- zbytky pevnosti z 15.-16. století, vystavěné na břehu řeky proti Turkům
- Rakousko-uherský vojenský hřbitov – rozsáhlé pohřebiště obětí První světové války, na němž leží mnozí čeští vojáci
- Lékárnické muzeum – sídlí v historické lékárně
- Muzeum tortury – expozice je věnovaná praktikám mučení od konce středověku (podle trestních zákonů císaře Maxmiliána I.) až po zrušení tortury za císaře Josefa II. roku 1787.
- Dům Karla Havlíčka Borovského — v letech 1851 až 1855, kdy bylo město součástí rakouského Tyrolska, pobýval zde v politickém vyhnanství Karel Havlíček Borovský. Zde napsal své Tyrolské elegie, a na později přestavěném domě má pamětní desku.[4]
- Kavárna Zlatá růže (Cafeteria Rosa d'Oro) – historický interiér, nejstarší dosud fungující podnik ve městě
- Památky v okolí: Opatství augustiniánů Novacella

## Osobnosti

### Rodáci
- Helene Flössová, rakouská spisovatelka
- Vinzenz Goller, skladatel a církevní hudebník
- Norbert Conrad Kaser (1947–1978), jihotyrolský básník
- Gerhard Kofler, rakouský básník
- Max Ladner, švýcarský buddhista
- Alois Lugger, rakouský politik
- Christoph von Passy (1763–1837), rektor olomouckého lycea
- Josef Prader, profesor církevního kanonického práva
- Josef Schwammberger, SS-Oberscharführer
- Sigismund Waitz, světící biskup brixenský, apoštolský administrátor Innsbrucku-Feldkirchu, arcibiskup salcburský
- Heinz Winkler, německý "tříhvězdičkový" kuchař
- Maria Veronika Rubatscherová, jihotyrolská spisovatelka
- Philipp Burger, FIPS, jihotyrolský zpěvák, skladatel, kytarista a spisovatel
- Reinhold Messner (*1944), horolezec, první člověk, který vystoupil na všech 14 osmitisícovek

### Obyvatelé
- Karel Havlíček Borovský (1821–1856), český novinář a spisovatel

## Partnerská města
- Bled, Slovinsko
- Hall in Tirol, Rakousko
- Havlíčkův Brod, Česko
- Marquartstein, Německo
- Mantova, Itálie
- Řezno, Německo

## Galerie

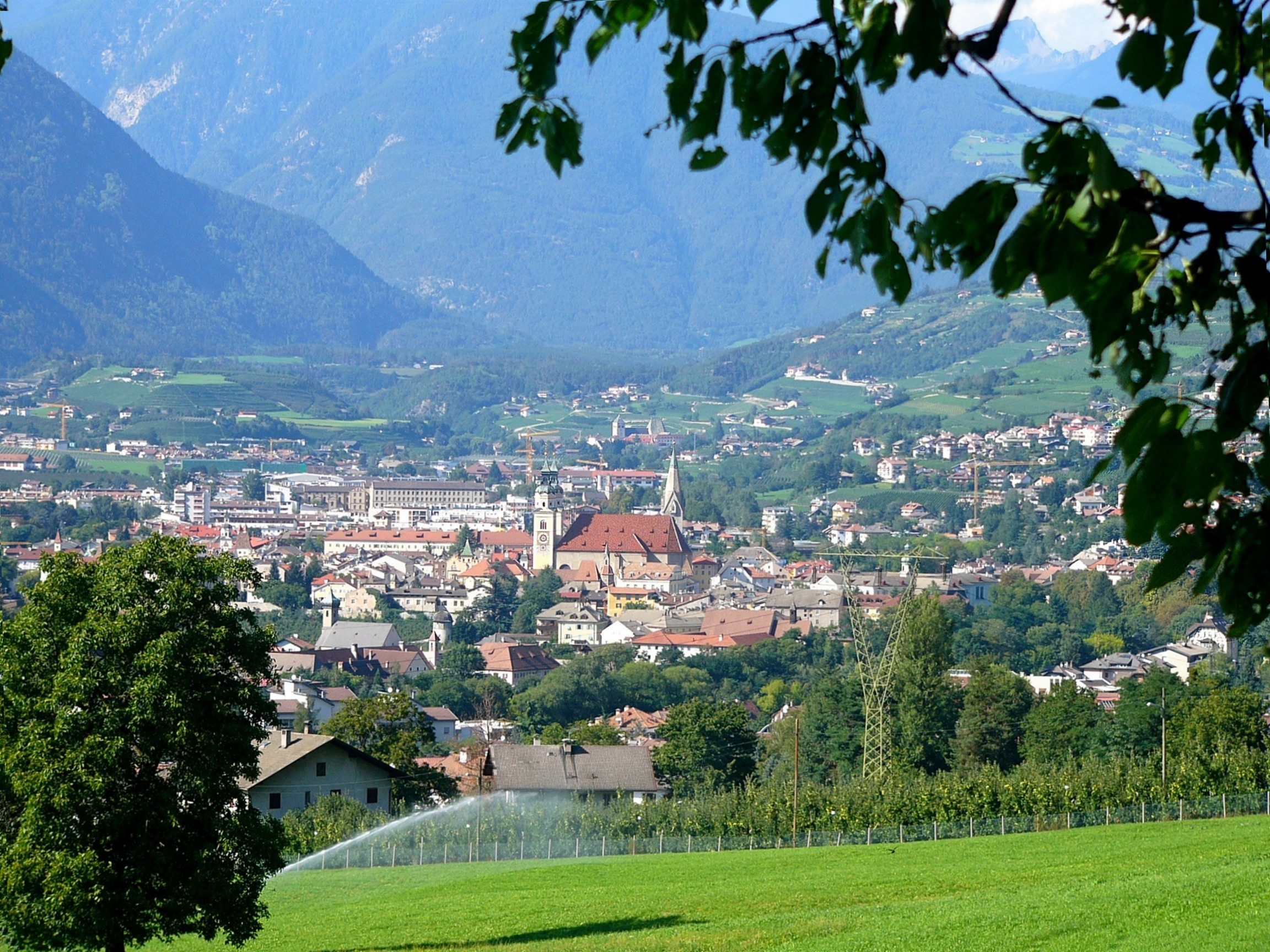
Situace města v údolí
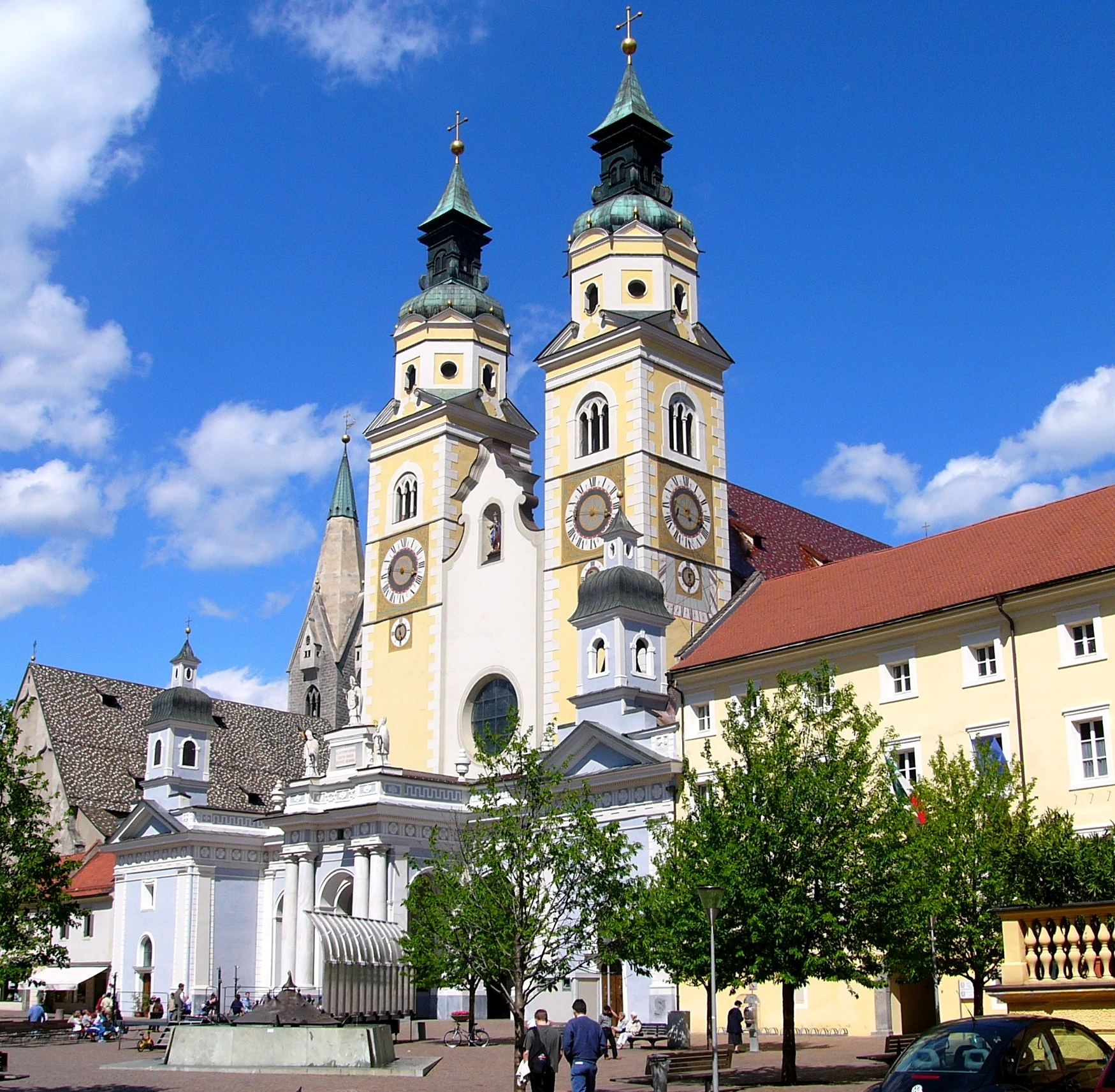
Katedrála a Biskupské náměstí
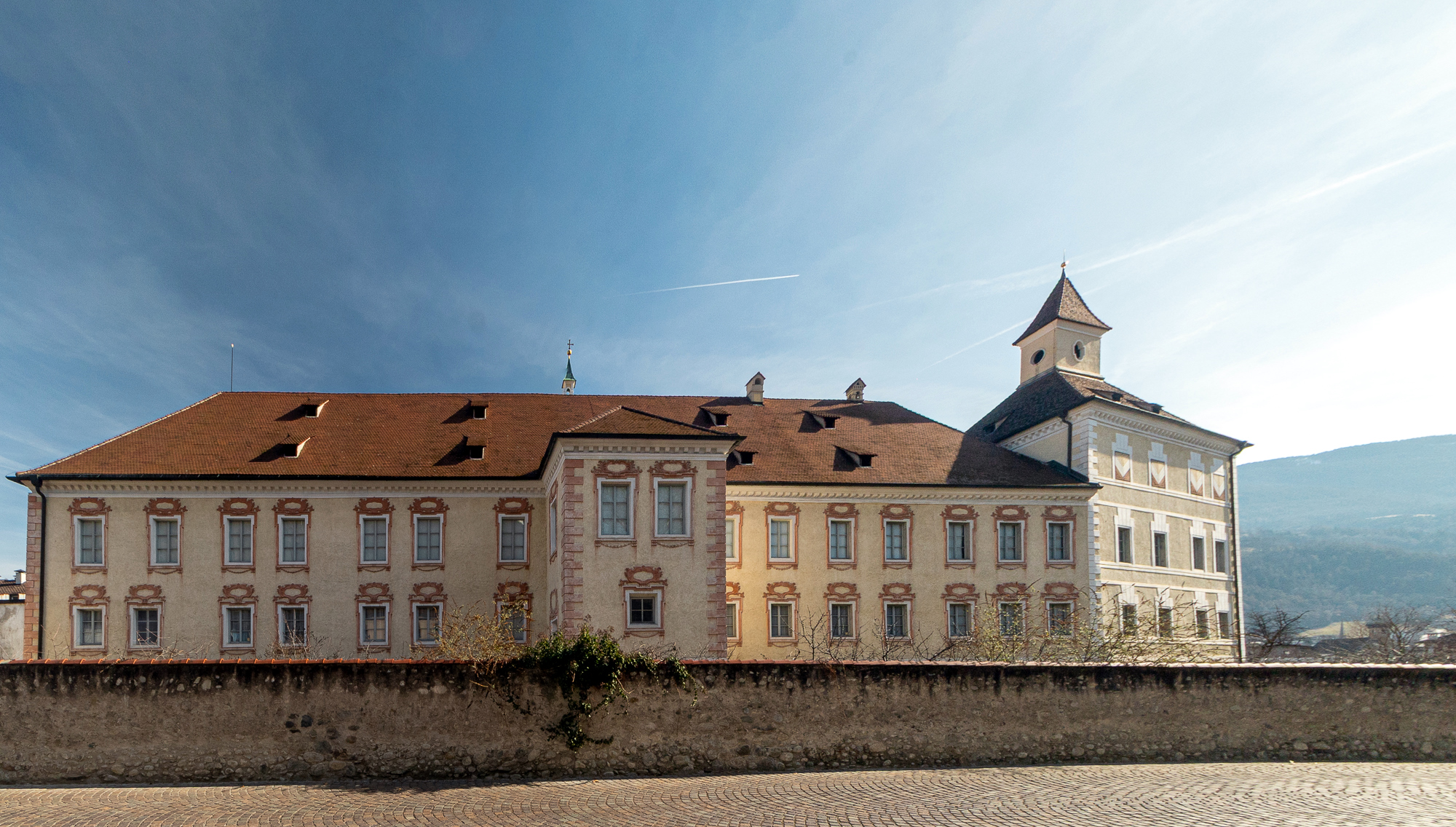
Biskupský palác (Hofburg)
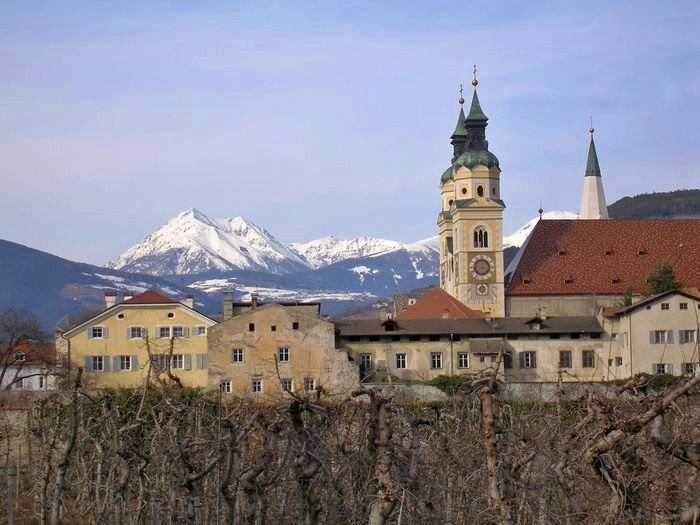
Historické centrum s katedrálou
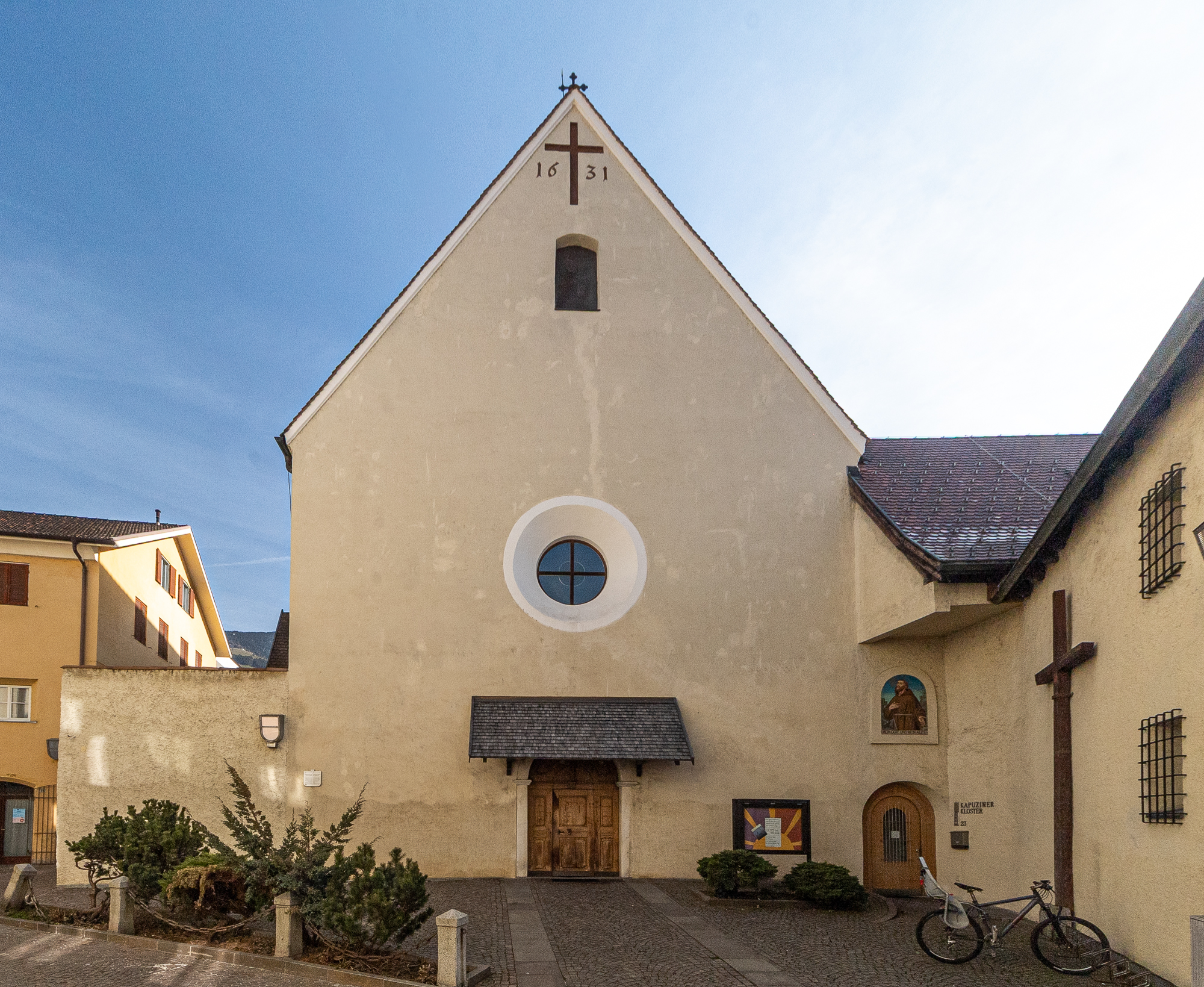
Kostel sv. Kateřiny při klášteře kapucínů
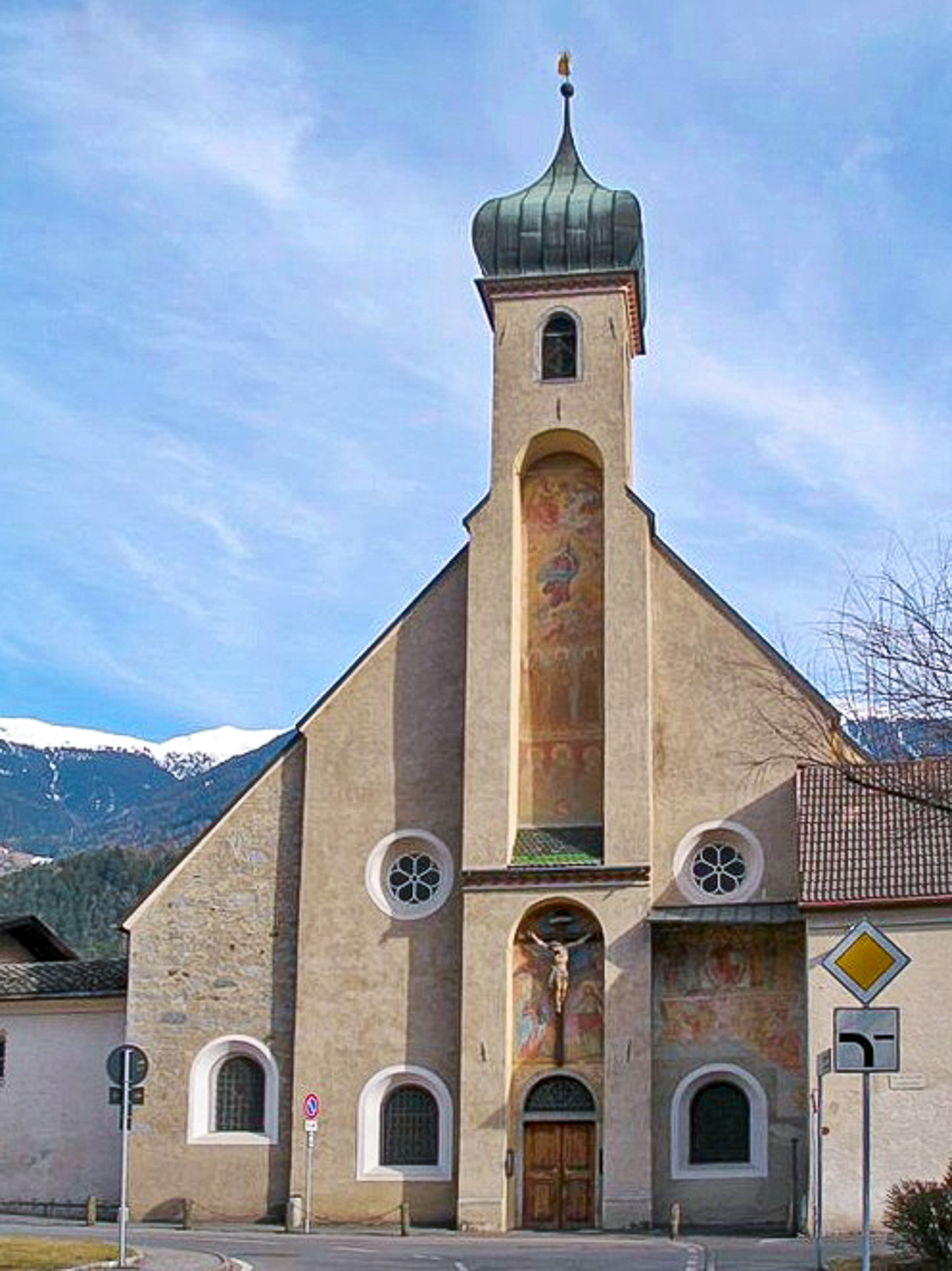
Kostel sv. Alžběty při klášteře klarisek
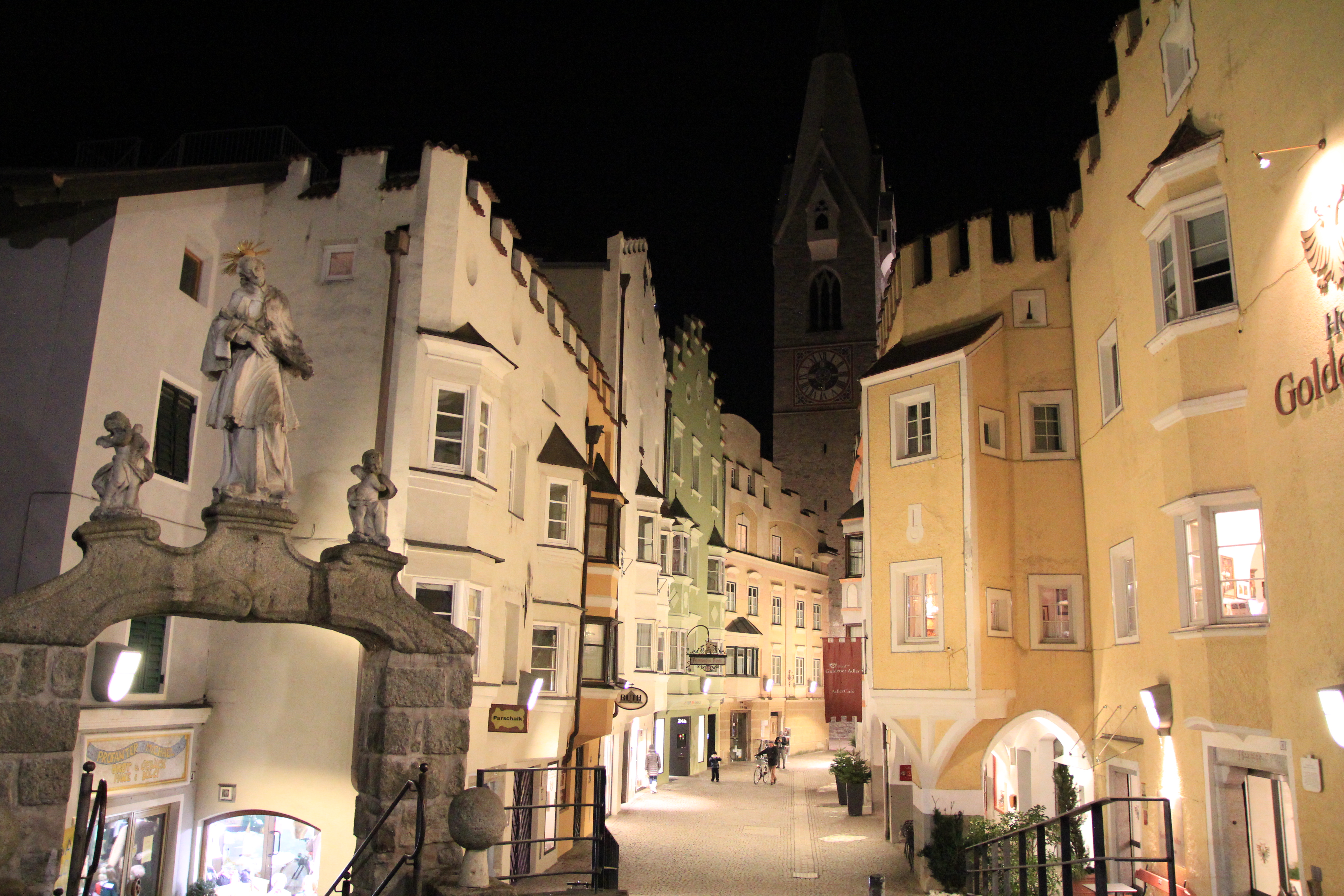
Historické centrum
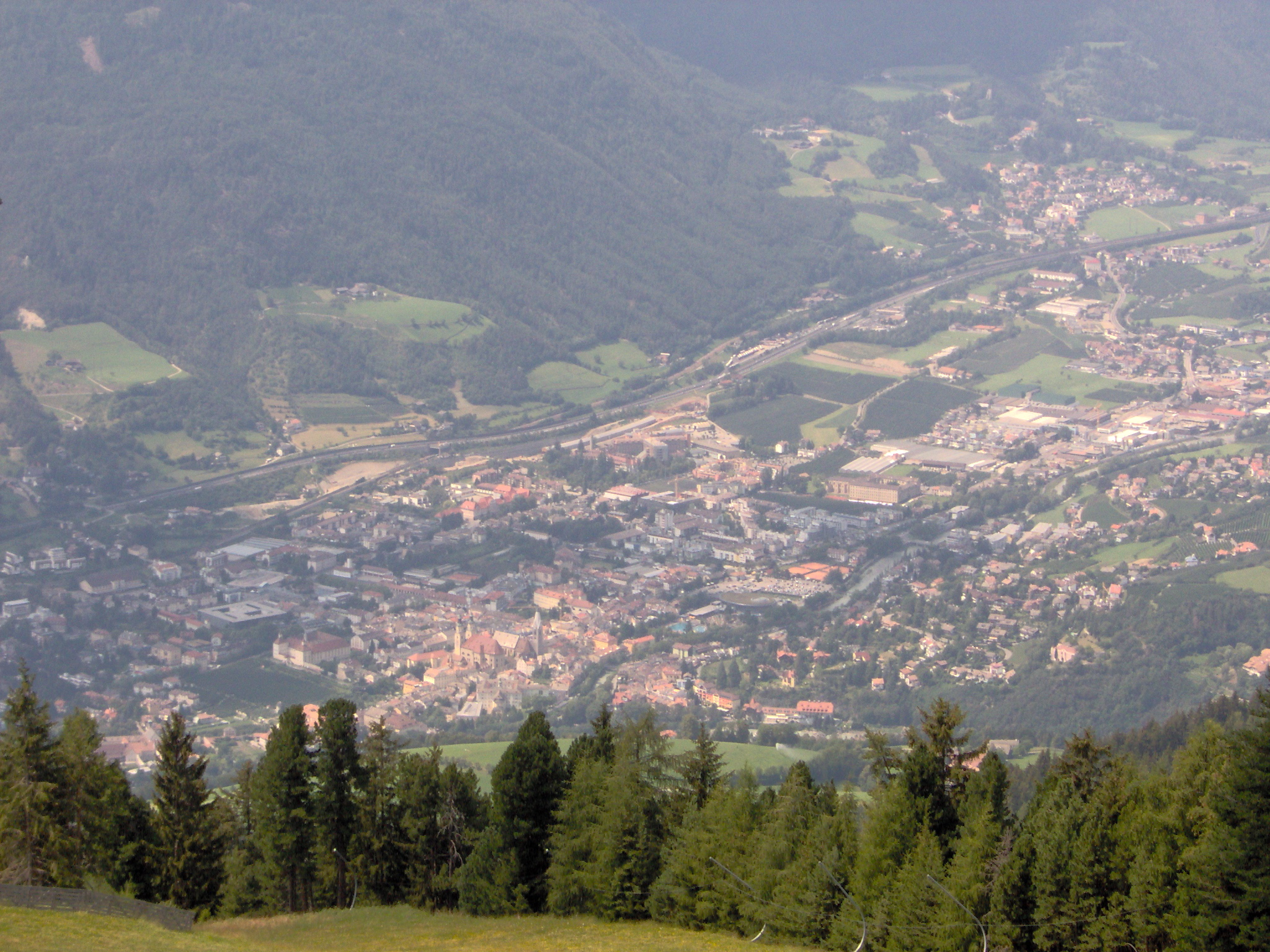
Pohled na Brixen z Plose
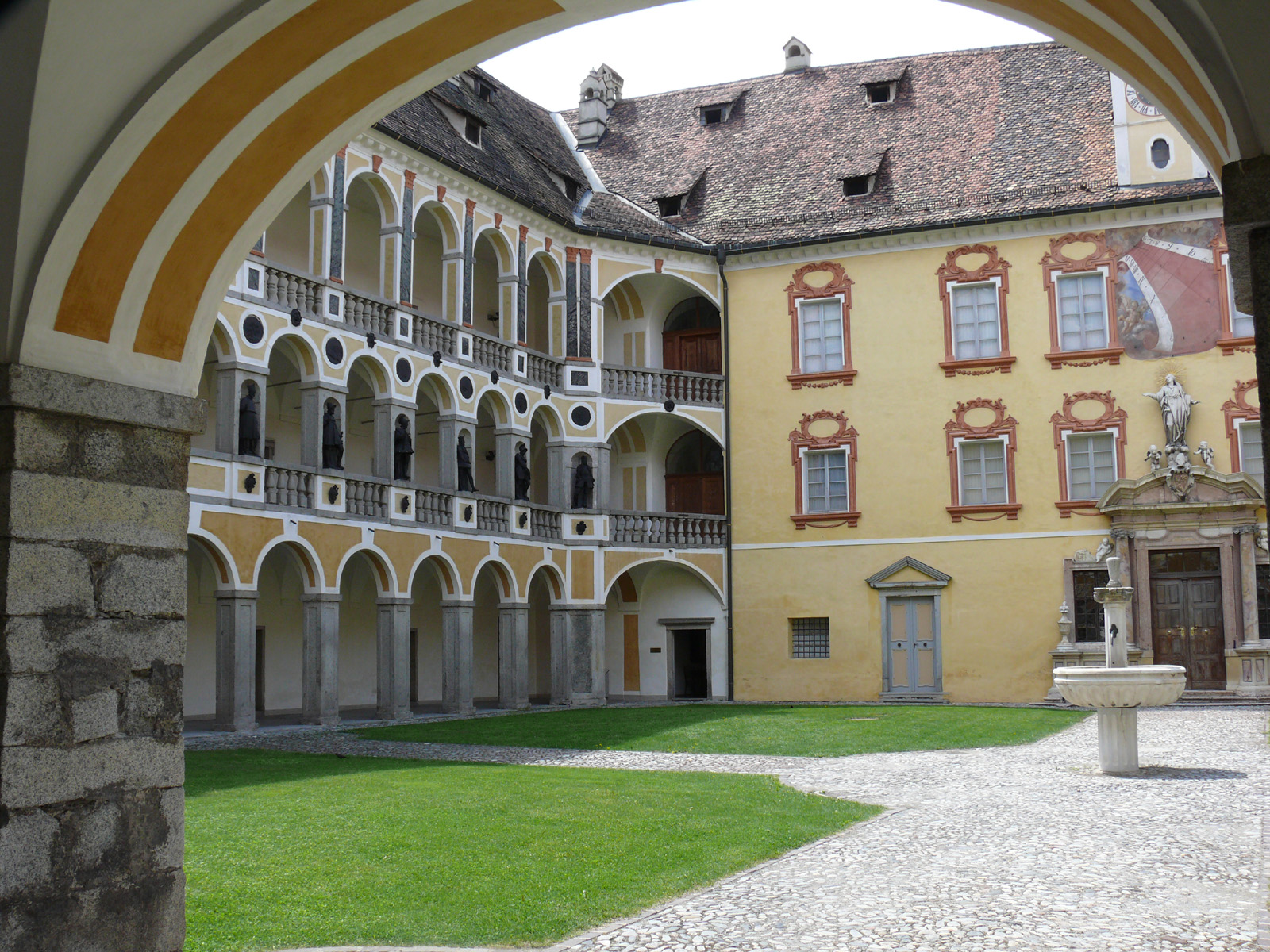
Nádvoří biskupského paláce
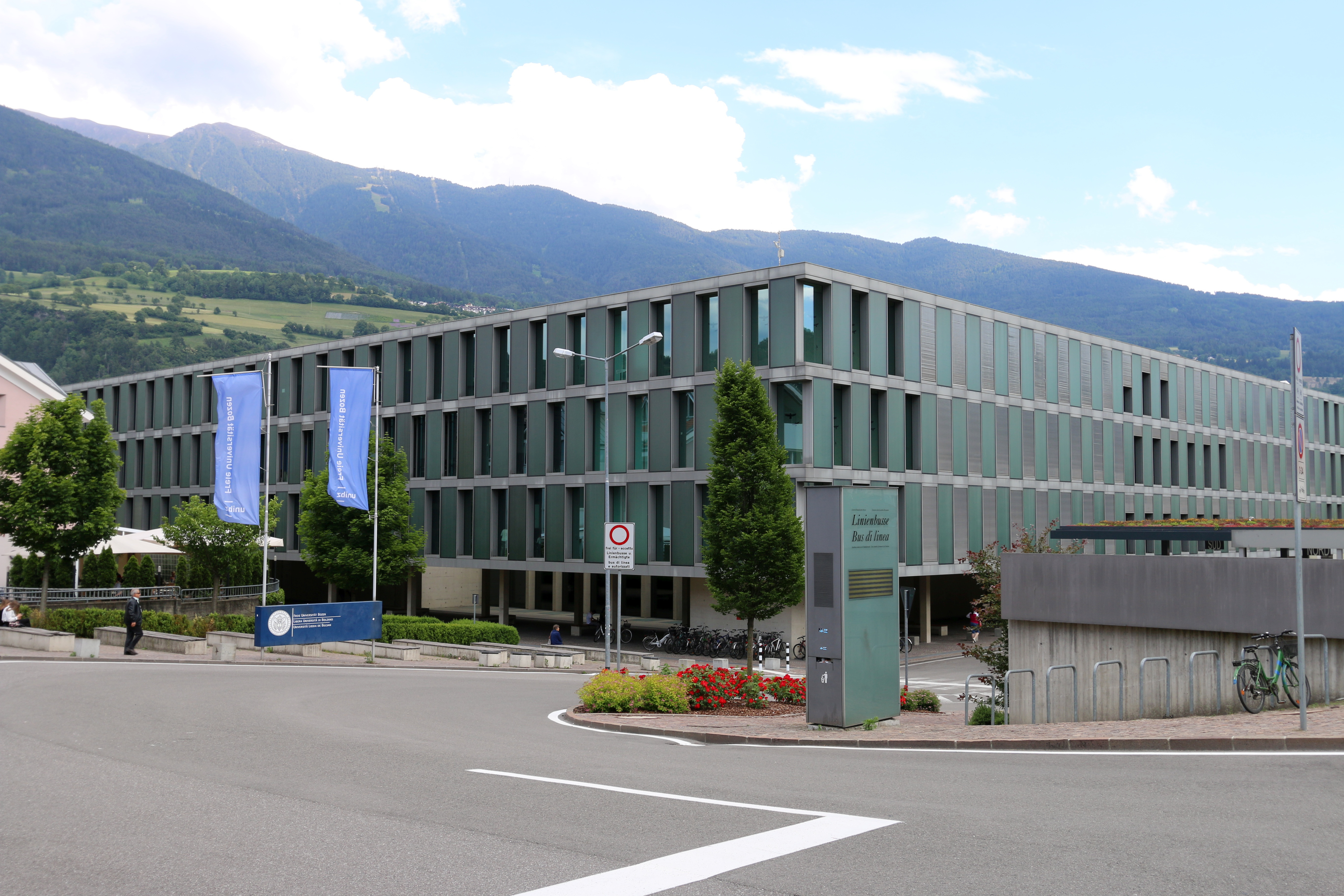
Kampus Bolzanské univerzity v Brixenu
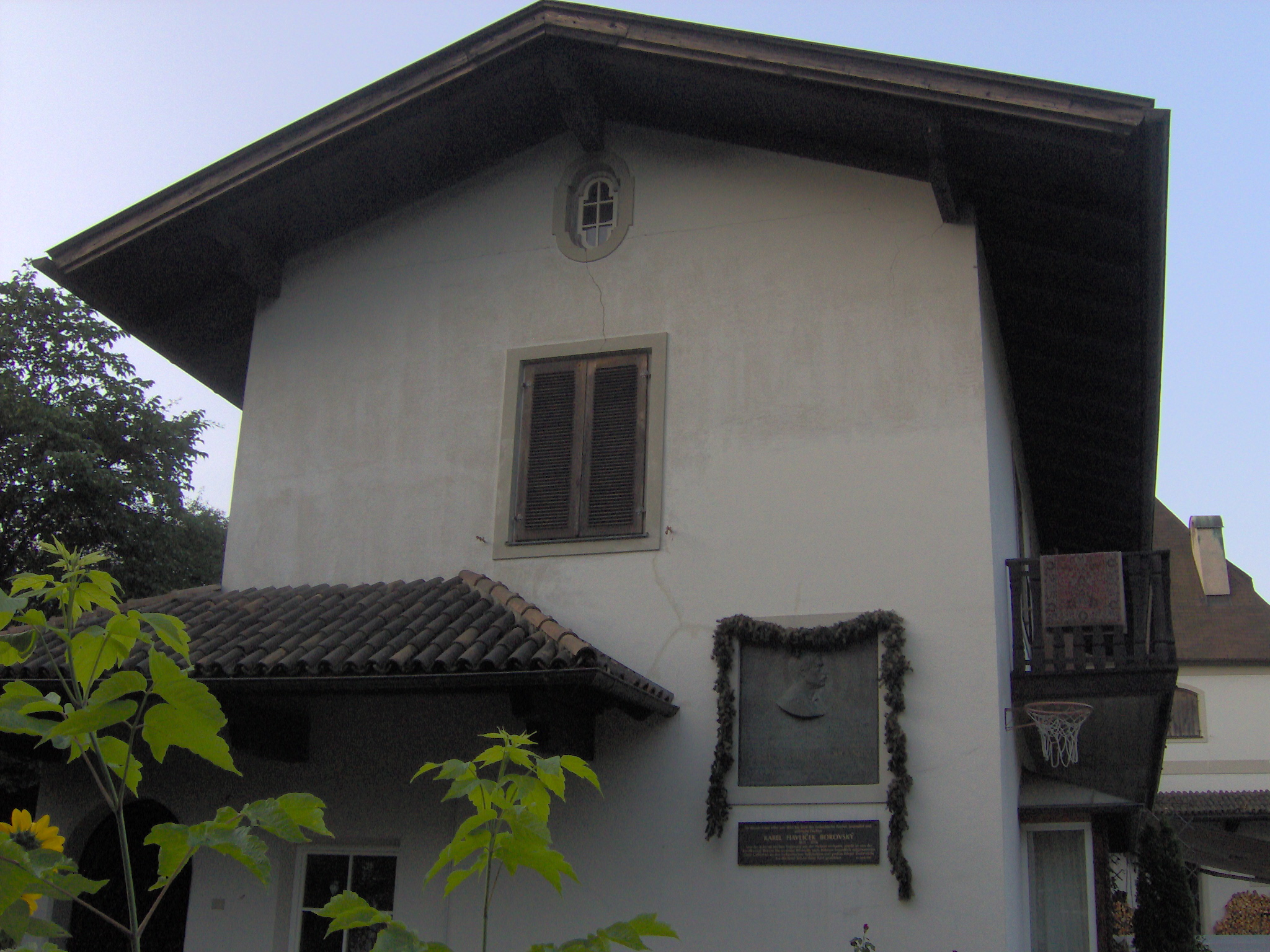
Dům Karla Havlíčka Borovského v Brixenu